# 橫山裕
橫山裕（日语：／ Yokoyama You，1981年5月9日—）是日本的歌手、演員，出身于大阪府大阪市此花区。本名橫山侯隆（日语：／ Yokoyama Kimitaka）。傑尼斯事務所旗下偶像團體「關西傑尼斯8」的成員之一，團體以樂團形式演出時負責演奏康加鼓、敲擊樂器、小號和吉他。

## 參加的組合
- KYOTO大原村
- Bokutachi Osaka Yankee Shonen（B.O.Y.S）
- YOUNG JOHNNY（ヤンジャニ ）
- J2000
- 關西傑尼斯8（関ジャニ∞）

## 相關介紹
- 與澀谷昴、村上信五三人合稱為三馬鹿。
- 與村上信五兩個人構成關西傑尼斯8的MC擔當。
- 本名為橫山侯隆，某回與社長一起吃飯時被說名字不好唸而改為橫山裕。
- 在節目中說，最一開始藝名要叫橫山Henry，因為社長說像混血，後來社長點上便當，就說要叫橫山上，最後又說那健、隼、剛如何,結果在不知不覺間就變成橫山裕了。
- 曾在歌番中說，藝名的「裕」其實是取自社長的口頭禪YOU，但社長總是喊他yoko。
- 有兩個同母異父,分別相差6歲與8歲的弟弟，自稱一個比他帥，一個比他有趣。
- 非常疼愛弟弟，母親過世後，大弟傷心過度發生失憶，特地在大阪租屋照料。
- 關八中的代表色為黑色。原本是綠色，但是因為跟大倉的黃綠色容易搞混，於是在2006年5月的演唱會上換成黑色。
- 中學時代曾經加入過籃球社，對籃球還頗有信心。因此與J家少數熱愛籃球的相葉雅紀為好友。
- 在文化放送的廣播節目レコメン裡想出晚安ONE‧TWO的招呼語，並希望有朝一日能入選日本每年年終都會發表的「流行語大賞」。
- 自稱是關西的瀧澤秀明。
- 由於皮膚很白，小時候似乎很常被誤認為是女孩子。另外關西電視台50週年特別節目中，民眾對hina（村上信五）的評語是「中居正廣的接班人」，但是對yoko的評價是「很白~~」。
- 很容易暴走，標準HIGH TENSION。
- 雖然在螢幕前話很多，但據瀧澤秀明在節目中爆料，私底下其實是個害羞的人。而搭擋村上信五亦說他是個單純且擁有玻璃心的怕生孩子。
- 與大野智一同演出舞台劇時不斷對他告白。
- 初戀對象是幼稚園的老師。
- 個人演唱會上因為組合其他成員出席，導致第一首歌曲就忘詞。[1]
- 母親於2010年5月16日在購物途中突然因為虛血性心臟病而過世，突然接到消息的横山受到了十分严重的打击。但他还是表示“不能给工作带来影响”，按照预定计划举行了演唱会。在每场演唱会的高潮阶段，他都会演唱一首表达对母亲思念之情的歌，这首歌是由他自己创作的，歌名是“换团（饭团）”。然而，这一天，在演唱到一半时，他泪流不止、无法继续。 原本他应该参加第二天（17日）在青森县进行的“关八学 ”的外景拍摄，但在将工作拜托给安田章大（25岁）和丸山隆平（26岁）后，他终于赶回了母亲的身边。当夜，他和其他人一起，守在母亲的身边。18日关八的全体成员参加了遗体告别仪式。19日，横山参加了在大阪录制的《Janiben》正式恢复工作。
- 2014年11月和大倉忠義一起參加日本高中畢業考試，並拿到了合格證書。

## 參與演出

### 綜藝
- Music Jump（NHK BS2・NHK BShi）1997年～2000年  已結束播放
- 8時だJ（朝日電視台系列）1998年～1999年 已結束播放
- やったるJ（朝日電視台系列）1999年～2000年 已結束播放
- ピカイチ（NTV系列）1999年～2000年 已結束播放
- J3 KANSAI（關西電視台、BS FUJI）2003年3月結束播放
- 裏ジャニ（TV TOKYO）2005年3月結束播放
- ∞のギモン（TV TOKYO）2005年9月結束播放
- ほんじゃに!（關西電視台、BS FUJI、tvk、千葉電視台、埼玉電視台、栃木電視台、福井電視台、岐阜放送、三重電視台）2007年4月結束播放
- 関ジャニ∞のジャニ勉（關西電視台、BS FUJI、tvk、千葉電視台、埼玉電視台、栃木電視台、福井電視台、岐阜放送、三重電視台）
- スカ☆J一番星 （TV TOKYO）2007年3月結束播放
- むちゃ∞ぶり （TV TOKYO）2008年3月25日結束播放
- ザ・少年倶楽部（NHK BS2,BShi）※不定期出演
- 裸の少年（朝日電視台）※不定期出演
- 美味紳助（朝日電視台）※不定期出演
- 関ジャニ∞の代打屋（2007年12月29日 朝日電視台）
- それゆけ!ダイダマン2（2008年6月27日 朝日電視台）
- 関ジャニ∞の地球救出大作戦 Can! ジャニ～彼らはそれを可能にする～（朝日電視台）2008年10月4日開始播放
- ヒルナンデス!
- ちまたのジョーシキちゃん

### 電視劇
- Don't worry / 五十嵐勇 1998年4月14日～6月23日（富士電視台系列）
- 赤穂浪士/大石主税 1999年1月1日（TV TOKYO系列）
- P.S. 元気です、俊平 / 下川啓介 1999年6月24日～9月16日（TBS系列）
- 大胃王 / 真中広海 2000年6月29日（日本電視台系列）
- 怖い日曜日（第1回　「日本最古の心霊写真」） 1999年7月4日（日本電視台系列）
- 怖い日曜日（第10回　「封印された怪談」） 1999年9月11日（日本電視台系列）
- 怖い日曜日～2000～（第6回　寒い「真夜中に聞こえた声」） 2000年8月6日（日本電視台系列）
- 史上最悪のデート / 浪花銀次（2000年12月 - 2001年4月，日本電視台）（第3話、第12話出演）
- 反乱のボヤージュ / 葛山天 2001年10月6日前編･2001年10月7日後編（朝日電視台系列）
- 白線流し～二十五歳 / 高坂聖 2003年9月6日（富士電視台系列）
- 「劇団演技者。」（第14作　Lonely my room）/ 大谷夏来 2005年11月9日～2005年11月30日全4話、2005年12月7日特別編（富士電視台系列）
- 関ジャニ∞青春drama serise「蹴鞠師」/春日陽 2006年12月29日（關西電視台系列）
- 拝啓、父上様 / 中川時夫 2007年1月11日～2007年3月22日 全11話（富士電視台系列）
- 有閑倶楽部 / 菊正宗清四郎 2007年10月16日～2007年12月18日（日本電視台）
- 世界奇妙物語 2008年秋季特別編『どつきどつかれて生きるのさ』/中村清志 2008年9月23日（富士電視台系列）
- THE QUIZ SHOW / 本間俊雄 2009年4月18日～2009年6月20日（日本電視台）
- 吸血鬼男孩 第8回 / 小早川【ハーデス】 2009年8月25日（富士電視台系列）
- 左眼偵探EYE / 田中夢人 2009年10月3日（日本電視台）
- 0号室の客 / ストーリーテラー/ホテル支配人椎名 2009年10月23日～2010年3月（富士電視台）
- 左眼偵探EYE / 田中夢人 2010年1月23日～3月13日（日本電視台）
- CONTROL～犯罪心理搜查～／寺西景 2011年1月11日～3月（富士電視台）
- 24小時電視特別劇  只要活著就好／松井拓實 2011年8月20日（日本電視台/
- 絕對零度～特殊犯罪潛入搜查～／山內徹 2011年9月20日（富士電視台）
- 工作大未來—從13歲開始迎向世界／高野清文 2012年1月13日～3月9日（朝日電視台）
- 敏行快跑 最終話／監獄官員（友情演出） 2012年9月7日 （朝日電視台）
- 水球不良少年／黑澤義男（特別出演）
- ON 異常犯罪搜查官·藤堂比奈子／東海林泰久 2016年7月12日～2016年9月6日（富士電視台）
- 絕對零度～特殊犯罪潛入搜查～／山內徹 2018年7月9日～2018年9月10日（富士電視台）
- 絕對零度～特殊犯罪潛入搜查～／山內徹 2020年1月6日～2020年3月16日（富士電視台）
- 小太郎一個人生活／狩野進 2021年4月24日～2021年6月26日（朝日電視台）
- 飛舞吧！／岩倉悠人 2022年10月21日～2023年3月31日（NHK）
- 你回來了!小太郎一個人生活／狩野進 2023年4月15日～6月10日（朝日電視台）
- 約定～第16年的真相～／香坂慧 2024年4月11日～6月13日（讀賣電視台・日本電視台）
- 和我老公結婚吧／平野友也 2025年6月27日～（Prime Video）[2]

### 電影
- 「新宿少年探偵団」/蘇芳彰（1998年春）
- 「赤穗浪士」/大石税（1999年1月）
- 「關八戰隊」/主演・横峯誠(Black)（2012年7月28日）
- 「天地明察」/本因坊道策（2012年9月15日）
- 「破門」/双主演之一・ 二宮启介（2017年1月28日）
- 「累 -かさね-」/ 烏合零太 (2018年7月11日)
- 「少年們」/ 中林（2019年3月29日）
- 「決算！忠臣藏」/ 不破數右衛門（2019年11月22日）

### 廣播
- 村上信五の週刊関ジャニ通信（ABC RADIO）  ※不定期出演
- 聞くジャニ∞（MBS RADIO）  ※不定期出演
- 関ジャニ∞ 橫山裕・村上信五のレコメン!（文化放送）（橫山・村上）

### CM
※僅列出個人活動部分，團體共同參與的演出請參照關8相關欄目。
- たまごっち・おすっちめすっち
- 日清食品「日清炒麵U.F.O.」男道場　友情篇（2007年4月）
- 日清食品「日清炒麵U.F.O.」男道場　幸運篇（2007年6月）
- 日清食品「日清炒麵U.F.O. NEXT GENERATION」「あなたならどっち」篇
- 日清食品「日清炒麵U.F.O.」男道場 圈外篇
- 日清食品「日清炒麵U.F.O.」男道場 滿月篇

### 舞台劇
※僅列出個人活動部分，團體共同參與的演出請參照關8相關欄目。
- 1997年8月 「KYO TO KYO」
- 1997年12月 「MASK」
- 1998年4月、7月～9月「KYO TO KYO」
- 2001年10～11月 「東亞悲戀」（青山劇場、大阪Theater Drama City）
- 2002年2月 「青木家太太」（大阪厚生年金會館、東京Art Sphere）
- 2002年6～7月 「東亞悲戀」再演（東京、大分、神戶、大阪、新潟、埼玉、韓國）
- 2006年3～4月 「瀧澤演舞城」（新橋演舞城）
- 2010年 「0号室の客 ～帰ってきた男～」
11月13日～12月5日 (東京グローブ座)
12月17日～12月20日 (大阪サンケイホールブリーゼ)

- 2015藍色月亮 (2015年5月23日 - 6月14日・東京The Globe Tokyo、6月21日 - 28日・森ノ宮ピロティホール)
- 2017妄想歌謡劇「上を下へのジレッタ」
- 2019北齋漫畫
- 2021機器日記

### 演唱會
※正式組成關8後的活動請參照關8相關欄目。
- 1998年12月27日～1999年 1月 6日Johnnys Jr.「Johnny's Winter Concert」橫濱・大阪
- 1999年 5月 2日～ 6月20日Johnnys Jr.「Fresh Spring Concert '99」橫濱・大阪
- 1999年 8月13日～15日関西Jr.「FIRST LIVE」Zeep大阪
- 1999年10月 9日Johnnys Jr.「特急投球コンサート」（東京巨蛋 ）
- 1999年12月20日～25日関西Jr.「X'masプレゼント」（大阪松竹座）
- 2007年12月17日～12月23日「横山YOUがヤっちゃいますコンサート」（大阪松竹座）
- 2008年 3月 1日～ 3月16日「横山YOUがヤっちゃいます第2弾コンサート'08春」名古屋‧東京
- 2010年 4月 2日～ 5月30日「[横山YOUがヤっちゃいます～3」大阪/札幌/広島/東京/長崎/佐賀/大分/富山（生日场）/仙台/岩手/青森/愛媛/広島/名古屋/14地37场

### LIVE VHS
- 1998年7月29日 素顔
- 1999年9月22日 素顔2
- 2000年2月25日 ジャニーズJr.特急・投球コンサート10月9日東京ドームに大集合!!
- 2001年2月14日 素顔3

### 電視劇VHS、DVD
- 新宿少年探偵団
- ｢蹴鞠師｣[DVD]
- P.S.元気です、俊平 DVD BOX[DVD]
- 有閑倶楽部 DVD-BOX[DVD]
- 世にも奇妙な物語 2008秋の特別編[DVD]
- ザ・クイズショウ 2009 DVD-BOX[DVD]
- 恋して悪魔～ヴァンパイア☆ボーイ～DVD-BOX[DVD]
- 左目探偵EYE（ドラマスペシャル）[DVD]
- 0号室の客 DVD-BOX[DVD]
- 左目探偵EYE DVD-BOX[DVD]

## Solo&合作曲
- fantastic music!（收錄在2007年LIVE DVD「47」中）
- WONDER BOY (收錄在2007年專輯「KJ2 ズッコケ大脱走」中)
- cHocoレート
- HOPE
- confUsion
- Kicyu (with 安田章大) （收錄在2009年專輯「PUZZLE」初回限定盤中）
- 413man （收錄在2009年專輯「PUZZLE」通常盤中）
- トリックスター （收錄在2010年專輯「8UPPERS」通常盤中）
- アメちゃん (with 安田章大與澀谷昴)
- オニギシ (with 安田章大與澀谷昴)
- プリン   (with 安田章大與澀谷昴)
- レクィエム～宇宙の記憶 (with 村上信五)
- アダムとイヴ (with 大倉忠義)
- はにかみオブリガード (with 村上信五）